# Ressonància de Fermi
Una ressonància de Fermi és el desplaçament de les energies i intensitats de les bandes d'absorció en un espectre infraroig o Raman. És una conseqüència de la barreja de funcions d'ona mecànica quàntica. El fenomen va ser explicat pel físic italià Enrico Fermi.

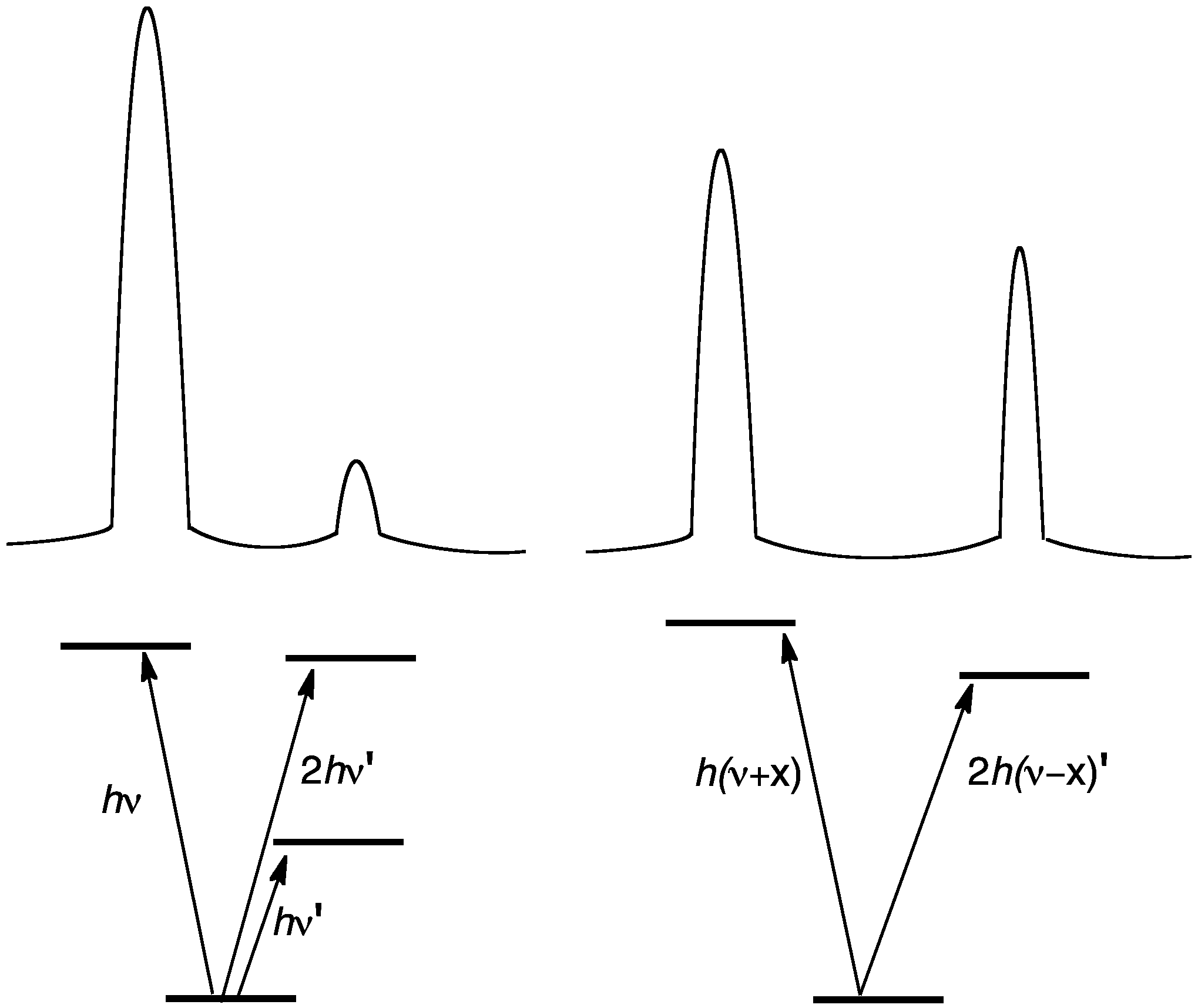
Aspecte idealitzat d'un mode normal i un harmònic abans i després de la ressonància de Fermi. Sota els espectres idealitzats hi ha esquemes de nivell d'energia idealitzats.

## Normes de selecció i aparició
S'han de complir dues condicions per a l'aparició de la ressonància de Fermi:
- Els dos modes de vibració d'una molècula es transformen segons la mateixa representació irreductible en el seu grup de punts moleculars. En altres paraules, les dues vibracions han de tenir les mateixes simetries (símbols Mulliken).
- Les transicions casualment tenen energies molt semblants.

La ressonància de Fermi es produeix amb més freqüència entre excitacions fonamentals i harmòniques, si són gairebé coincidents en energia.
La ressonància de Fermi condueix a dos efectes. En primer lloc, el mode d'alta energia canvia a una energia més alta i el mode de baixa energia canvia a una energia encara més baixa. En segon lloc, el mode més feble guanya intensitat (es permet més) i la banda més intensa disminueix d'intensitat. Les dues transicions es poden descriure com una combinació lineal dels modes pare. La ressonància de Fermi no condueix a bandes addicionals a l'espectre, sinó a canvis en bandes que d'altra manera existirien.

## Exemples

### Cetones
Els espectres IR d'alta resolució de la majoria de cetones revelen que la "banda de carbonil" es divideix en un doblet. La separació dels pics sol ser només d'uns pocs cm−1. Aquesta divisió sorgeix de la barreja de νCO i l'harmònic dels modes de flexió de HCH.

### CO2
En CO 2, la vibració de flexió ν 2 (667 cm−1) té simetria Πu. El primer estat excitat de ν2 es denota 0110 (sense excitació en el mode ν 1 (estirament simètric), un quàntic d'excitació en el mode de flexió ν 2 amb moment angular al voltant de l'eix molecular igual a ±1, sense excitació en el mode ν 3 (estirament asimètric)) i es transforma clarament segons la representació irreductible Πu. Posar dos quants en el mode ν 2 condueix a un estat amb components de simetria (Πu×Πu)+ = Σ+g + Δ g. S'anomenen 0200 i 0220 respectivament. 0200 té la mateixa simetria (Σ+g) i una energia molt semblant al primer estat excitat de v 1 indicat 100 (un quàntic d'excitació en el mode d'estirament simètric ν 1, sense excitació en el mode ν2, sense excitació en el mode ν3). La freqüència no pertorbada calculada de 100 és 1337 cm−1, i, ignorant l'anharmonicitat, la freqüència de 0200 és 1334 cm−1, el doble de 667 cm −1 de 0110. Per tant, els estats 0200 i 100 es poden barrejar, produint una divisió i també un augment significatiu de la intensitat de la transició 0200, de manera que tant les transicions 0200 com la 100 tenen intensitats similars.